# Sibyllenbad
Koordinaten: 49° 58′ 50″ N, 12° 25′ 16″ O
Sibyllenbad ist ein Heilquellenkurbetrieb unweit der deutsch-tschechischen Grenze und seit November 2015 ein Gemeindeteil des Marktes Bad Neualbenreuth im Landkreis Tirschenreuth. Es ist das einzige Kur- und Heilbad der Oberpfalz und steht in der Tradition der nahen tschechischen Kurorte Karlsbad, Marienbad und Franzensbad. Sibyllenbad hat seit Ende des Jahres 2006 eine Wellnesslandschaft auf etwa 2200 Quadratmetern. Regionale Künstler werden durch Ausstellungen gefördert.

## Ausstattung
Neben Wellnessbereich (Außenbecken, Gegenstromanlagen, türkischem Hammām, Saunalandschaft, Kneippanlage), kostenlosem Heilwassertrinkbrunnen, Café- und Restaurationsbetrieb, Animationsprogramm (Aquarobic, Aquaentspannung, Aqua Nordic Walking, Wassergymnastik) hat das Bad eine medizinische Abteilung mit Fango, physikalischer Therapie, Massagen und alternativen Heilmethoden für gesetzlich und privat krankenversicherte Patienten. Ein Hotel mit gehobenem internationalem Standard ist geplant.

## Heilquellen
Sibyllenbad hat als Heilquellen die radonhaltige Katharinenquelle und die kohlesäuremineralhaltige Sibyllenquelle, die bei Erkrankungen des Bewegungsapparates, bei Herz-Kreislauf-Erkrankungen und psychovegetativen Erschöpfungszuständen angewandt werden.

## Namensherkunft

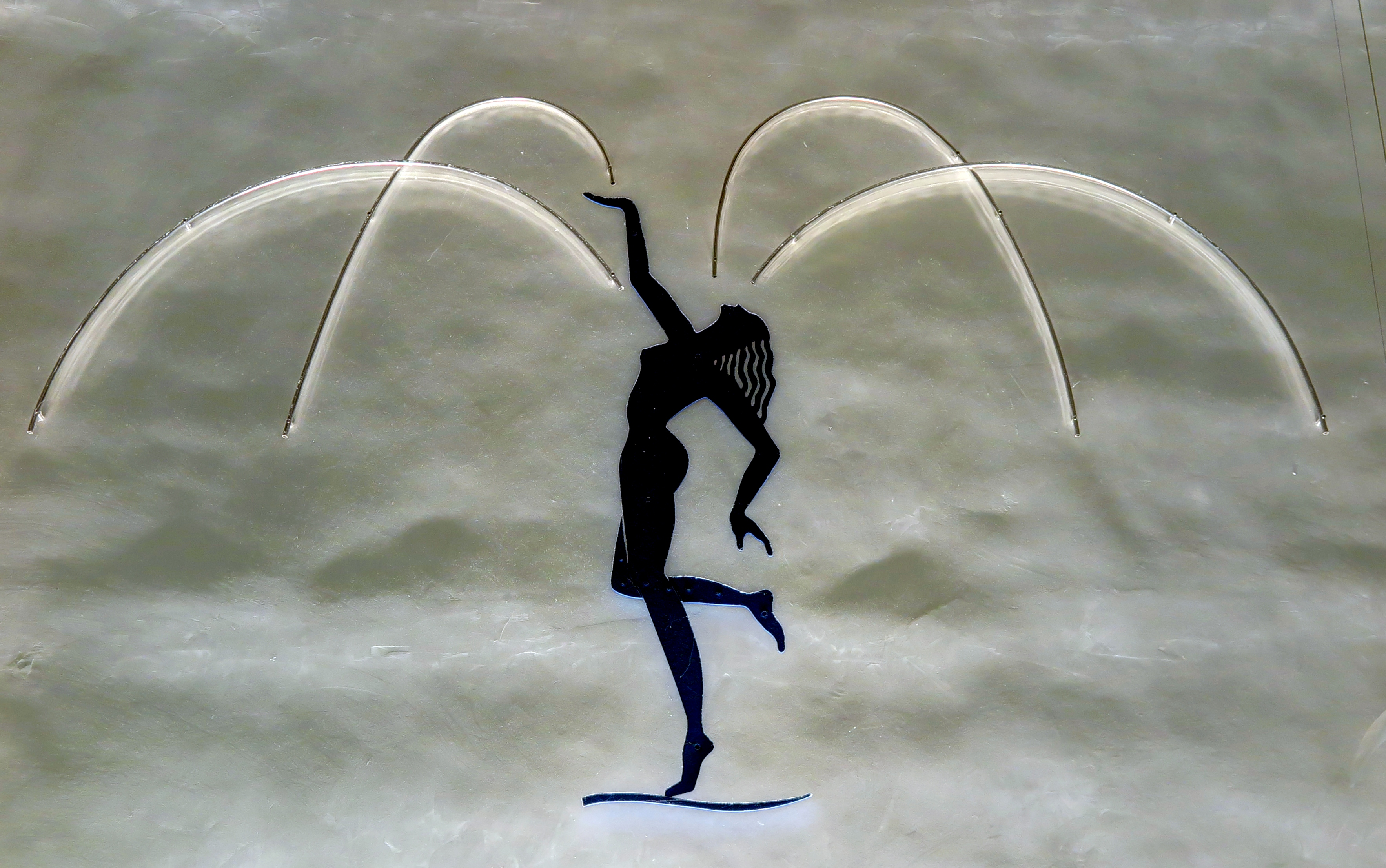
Wandbild der Sibylle im Foyer

Um den an der tschechisch-bayerischen Grenze gelegenen Tillenberg (Dyleň) bei Bad Neualbenreuth ranken sich zahlreiche Legenden und Sagen, in denen auch die mittelalterliche Seherin Sibylla Weis eine Rolle spielt. Die „Weltuntergangsprophetin“ wurde um 1570 mit dem Taufnamen Michalda geboren. 1616 erschienen ihre Visionen, die bis ins 3. Jahrtausend reichen, unter dem Titel Die Prophezeiungen der Sibylle Michalda. Der Beiname wurde in Anlehnung an die antiken römischen Wahrsagerinnen gewählt. Auch als „Sibylle von Prag“ bekannt, wurde sie zur Namensgeberin für das Sibyllenbad. Als sie 1658, etwa 90-jährig, starb, hatte sie für die damalige Zeit ein ungewöhnlich hohes Alter erreicht. Sie stellt somit eine geeignete Symbolfigur für ein Heil- und Thermalbad dar.

## Übersicht zur Entwicklung
- Im Jahr 1689 wurde der erste Säuerling in der Gegend zwischen Altalbenreuth (tschechisch Mytina) und Neualbenreuth in einem Brunnen mit der Jahreszahl 1689 gefasst. Von dieser Quelle hatte auch Johann Wolfgang von Goethe Kenntnis, als er im benachbarten Eger, in Karlsbad, Marienbad und Franzensbad zur Kur weilte und in Exkursionen die durch den Vulkanismus geprägte Landschaft des Stiftlandes, der Frais und dem Egerland bis zum Tillenberg erkundete.

- Im Jahr 1965 begannen private Investoren mit der Planung eines Thermalbades bei Neualbenreuth. Im Jahr 1971 war die Grundsteinlegung dieses ersten erfolglosen Anlaufs, ein Kurbad zu gründen. Entlang des Wirtschaftsweges rechts neben den Außenanlagen des Saunabereichs erstrecken sich noch die nicht rückgebauten Bauruinen der ehemaligen Großbaustelle. Die inzwischen stark überwucherten Anlagen sind mehrere hundert Meter lang, etwa 100 Meter breit und umfassen mehrere Stockwerke. Das als Abschreibungsgesellschaft geplante Großprojekt mit mehreren hundert Bauarbeitern scheiterte nach einer Investition von etwa 16 Millionen Deutsche Mark.[4]

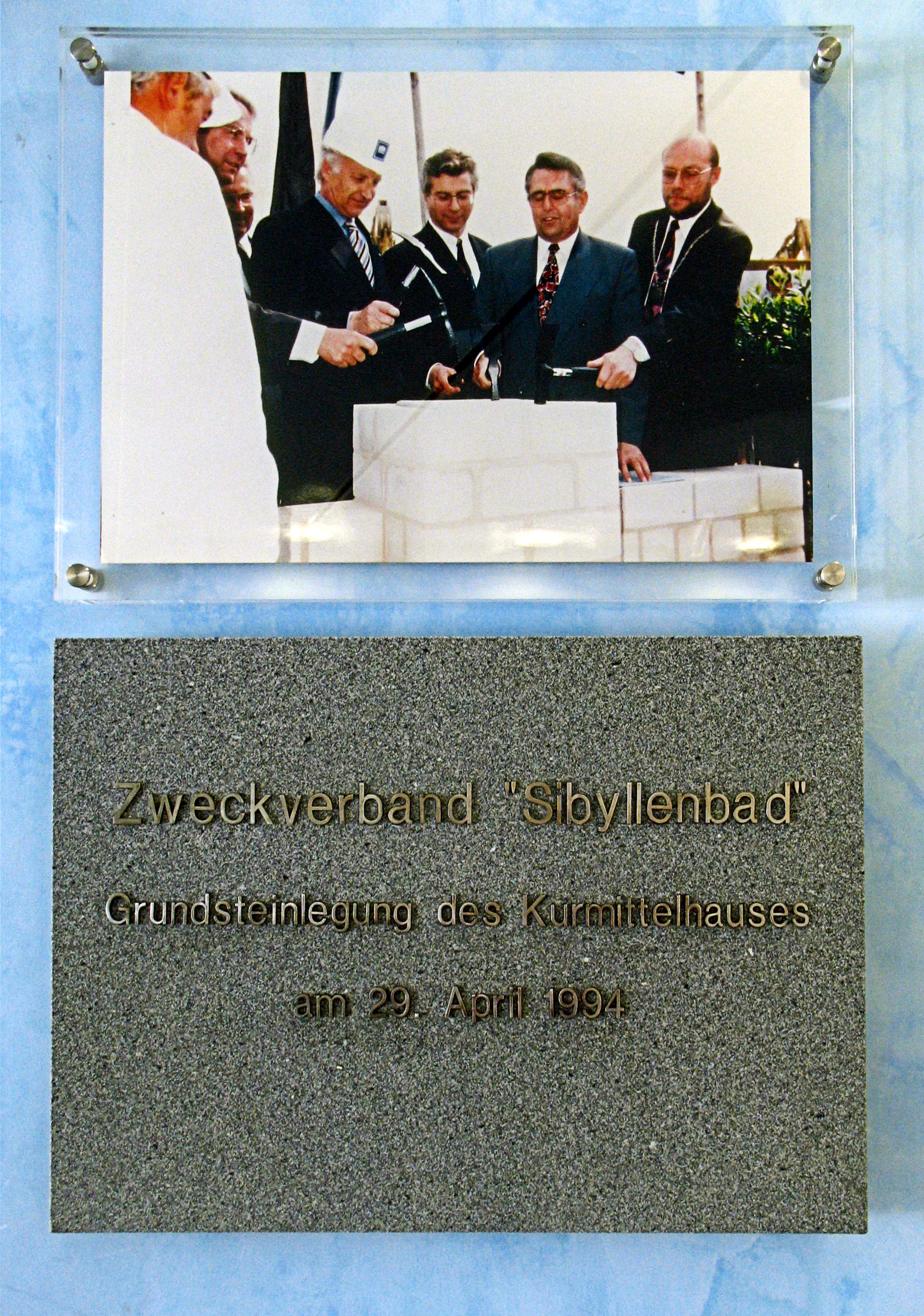
Gedenkplatte zur Grundsteinlegung 1994

- Im Jahr 1978 ersteigerte der Bezirkstag der Oberpfalz die Fläche mit den drei erschlossenen Quellen für 450.000 Deutsche Mark.[5][6]
- Im Jahr 1980 wurde ein Zweckverband Sibyllenbad gegründet, an dem neben dem Regierungsbezirk Oberpfalz, dem Landkreis Tirschenreuth auch die benachbarten Städte Waldsassen, Mitterteich, Tirschenreuth und Neualbenreuth beteiligt waren.
- Von 1989 an erfolgte in mehreren Bauphasen der Bau des Kur- und Heilbades Sibyllenbad als Ortsteil von Neualbenreuth. In Maiersreuth wurde das erste Badehaus eröffnet.
- Die radonhaltige Katharinenquelle wurde 1991 als Heilquelle staatlich anerkannt.
- Am 29. April 1994 wurde unter Anwesenheit des damaligen bayerischen Ministerpräsidenten Edmund Stoiber der Grundstein für das Kurmittelhaus gelegt.

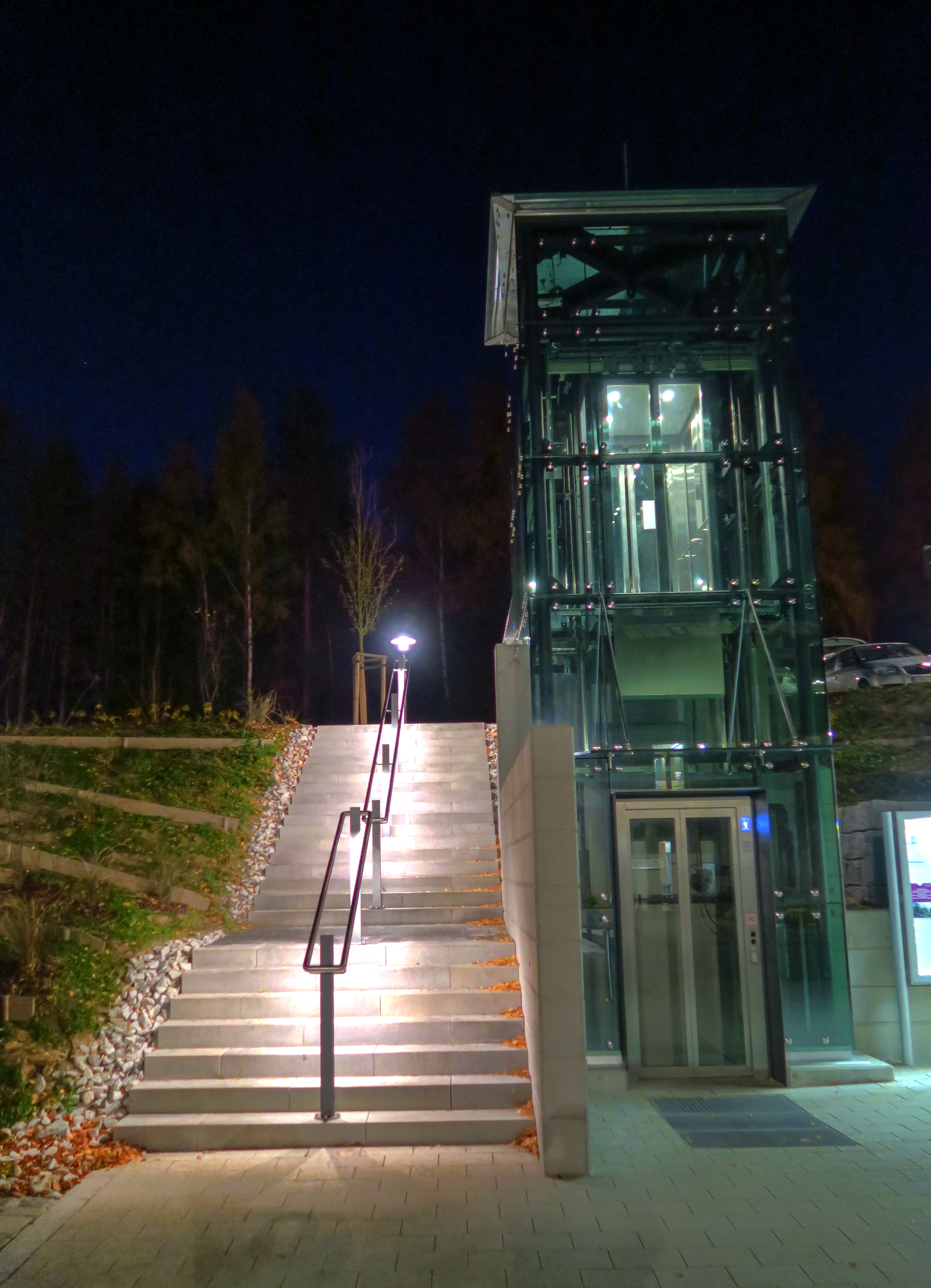
Außenaufzug auf die Parkebene (Nov. 2015)

- Im Jahr 1996 erfolgte die staatliche Anerkennung der kohlensäurehaltigen Sibyllenquelle als Heilquelle, das Kurmittelhaus wurde eröffnet und der Zweckverband Sibyllenbad übergab den Kurpark der Öffentlichkeit.
- Im Jahr 1997 erhielt Sibyllenbad die Anerkennung als Heilquellenkurbetrieb. Der Türkische Badetempel wurde eröffnet. Das Kurbad fand großes Interesse bei Tagestouristen und wurde von den ersten Badegästen aufgesucht.
- Am 6. Dezember 2006 war die Eröffnung einer Wellnesslandschaft mit Saunas, Dampfbad, Whirlpool und Ruheräumen.
- Seit Oktober 2012 fanden umfangreiche Sanierungs-, Modernisierungs- und Erweiterungsmaßnahmen statt, die bis zum Sommer 2014 zum großen Teil abgeschlossen wurden. Am augenfälligsten ist die Umstellung auf eine farbwechselnde LED-Beleuchtung in der großen Badehalle.
- Anfang Dezember 2014 erfolgte eine Erweiterung der Parkplatzkapazität um 92 Stellplätze im Innenbereich der von der Kurallee gebildeten Straßenschleife.
- Im Frühjahr 2015 erfolgte die Sanierung der Haupttreppe mit zusätzlichen Beleuchtungselementen im Handlauf.
- Im Herbst 2015 wurde ein Außenaufzug von der oberen Parkebene auf das Niveau des Eingangsbereich fertiggestellt.

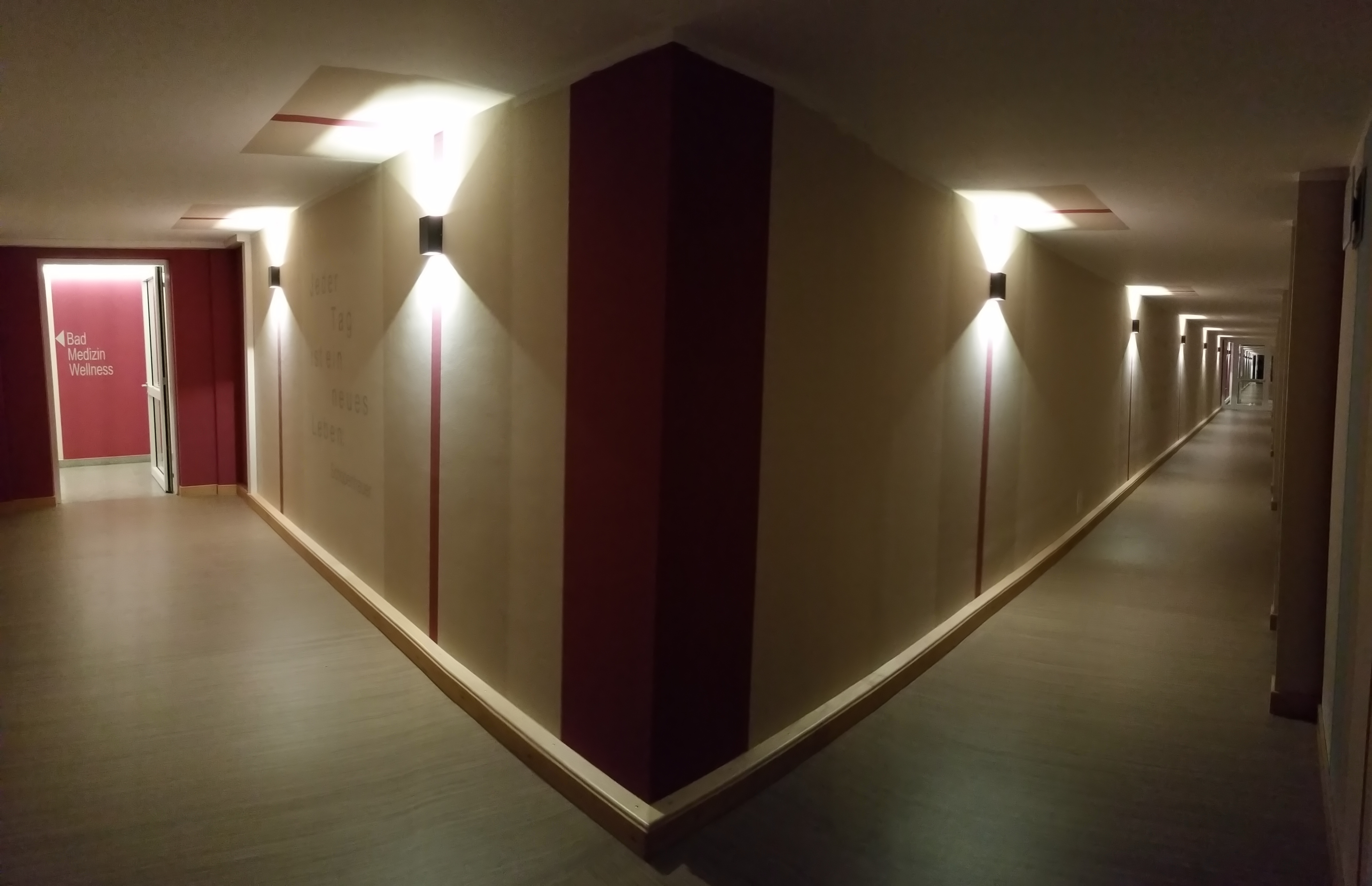
„Bademantelgang“ zu den Hotels

- Seit Dezember 2015 ist der „Bademantelgang“ zwischen dem im Herbst 2015 eröffneten Kurhotel Pyramide und der unteren Etage des Sibyllenbades begehbar. Das Thermalbad kann nun von den Besuchern, ohne dass diese sich umziehen müssen, vom Hotel aus in Badekleidung erreicht werden. Im Lauf des Jahres 2016 soll der verlängerte Bademantelgang weiter zum Appartement-Hotel Sibyllenbad führen. Die Laufstrecke zwischen dem Bad und dem Kurhotel Pyramide beträgt etwa hundert Meter.

## Bilder

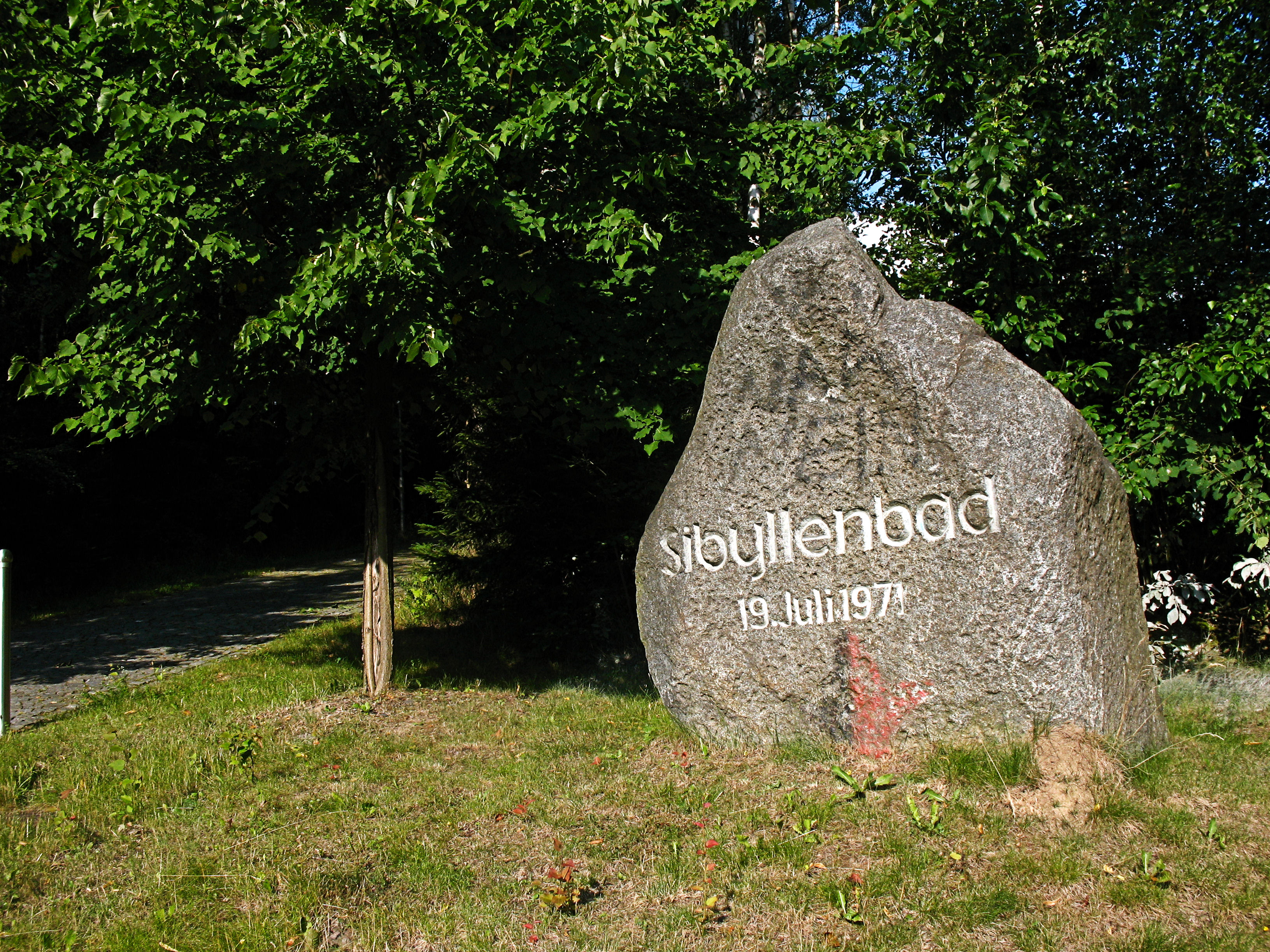
Gedenkstein zur Grundsteinlegung des 1971 gescheiterten Projektes
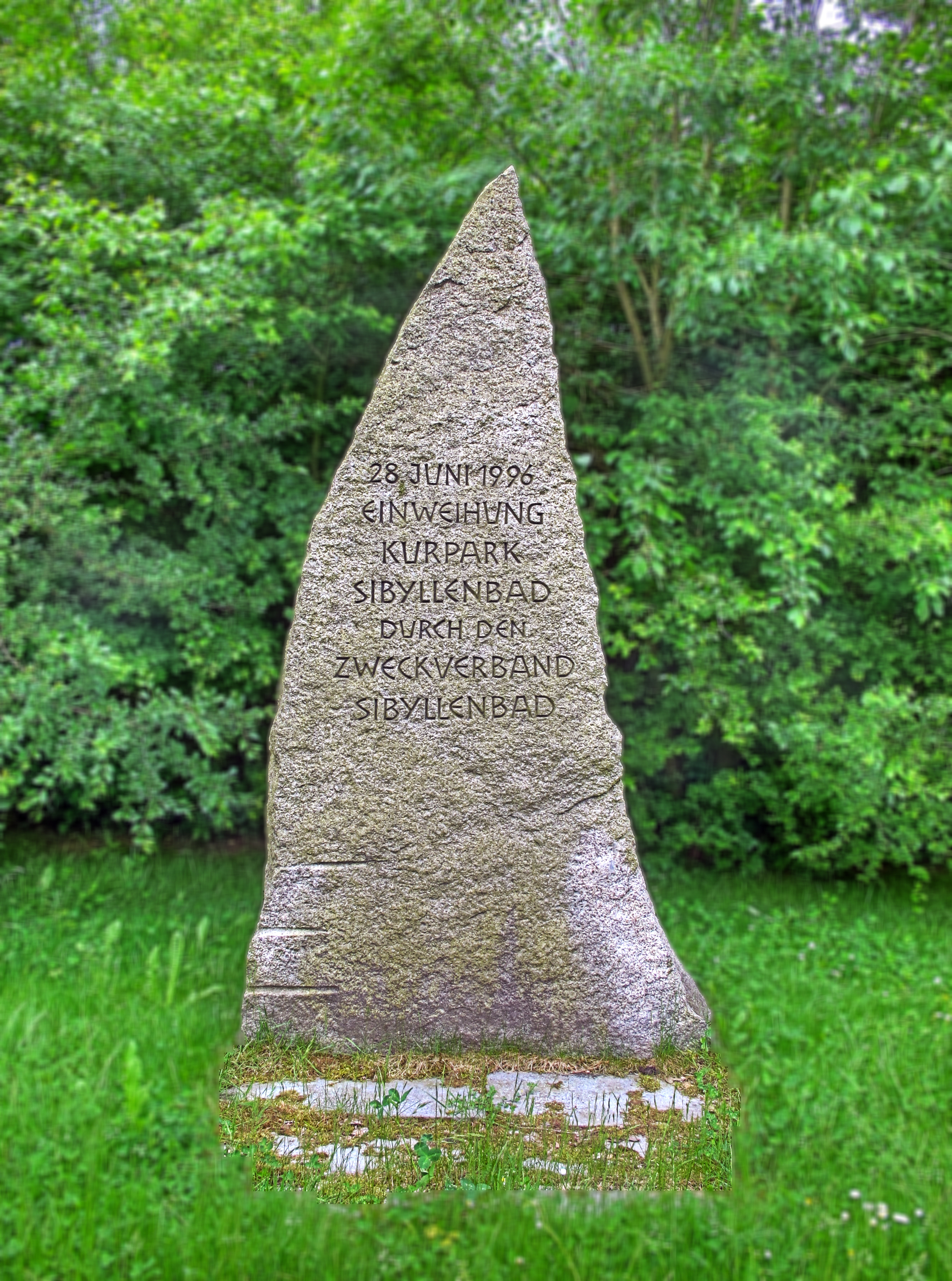
Gedenkstein zur Kurparkeinweihung 1996 ⊙
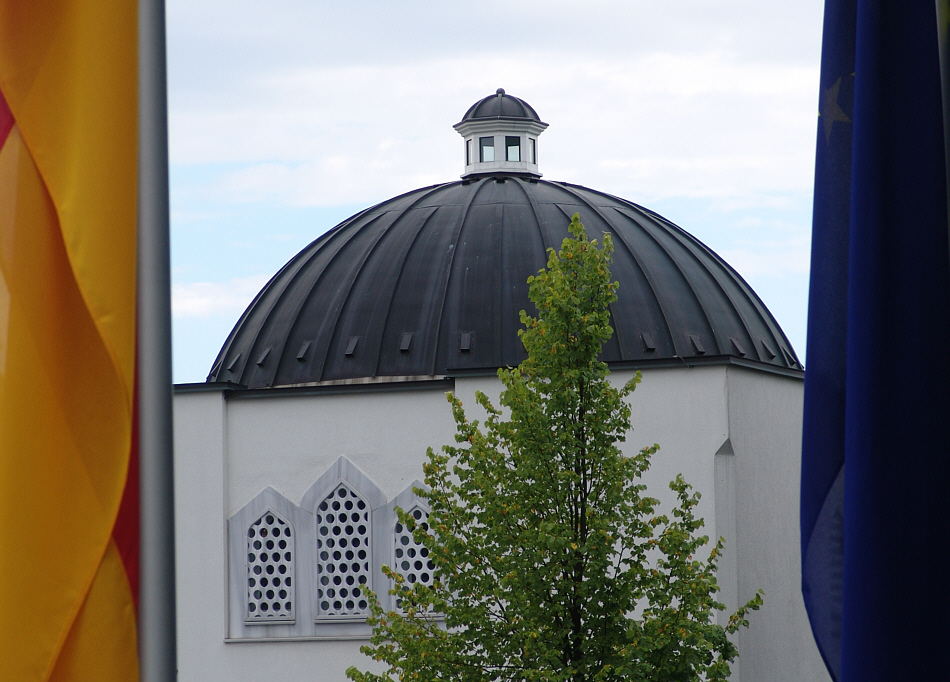
Detail vom Türkischen Badetempel
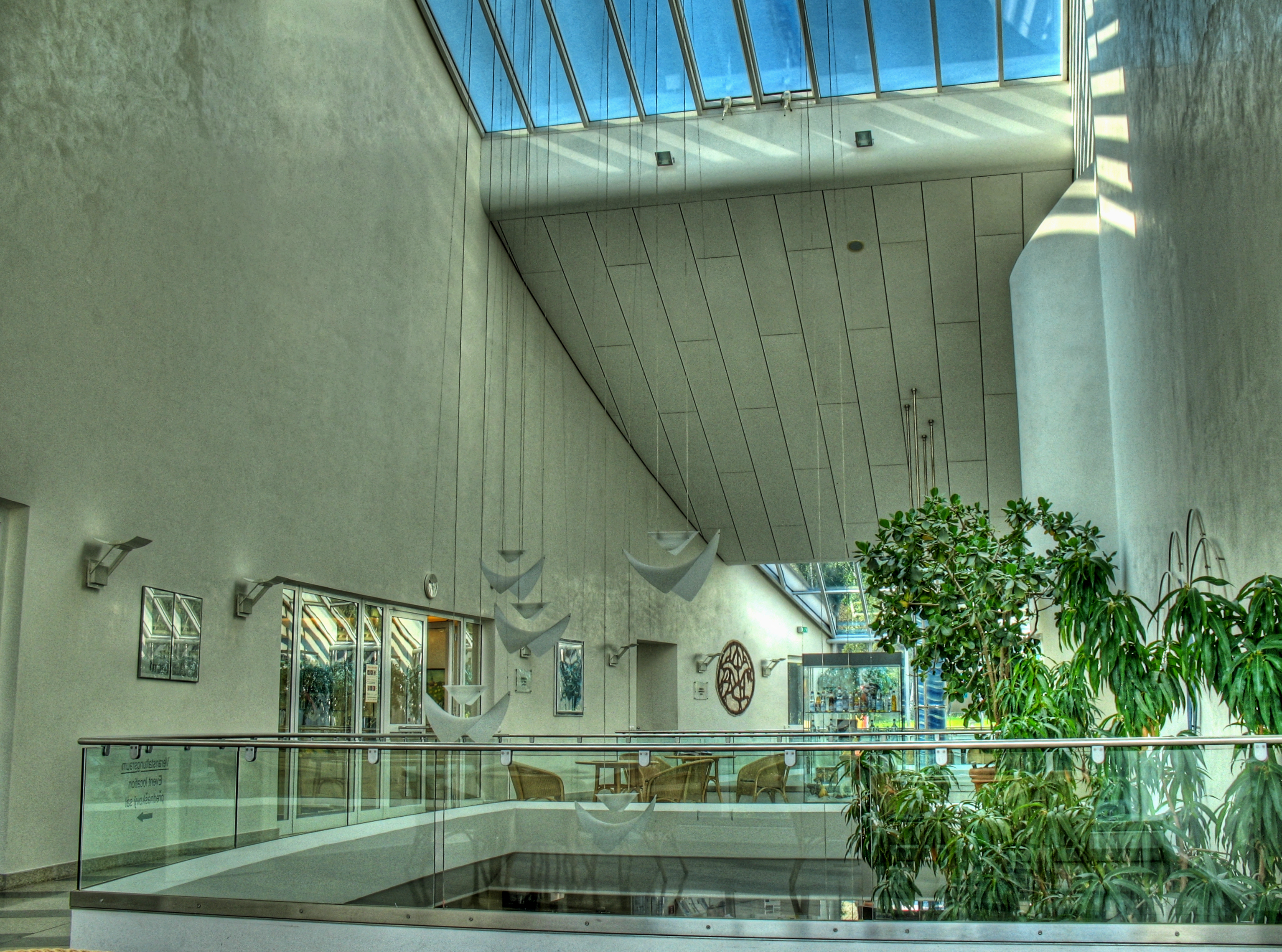
Obergeschoss mit Kunstausstellungsraum ⊙
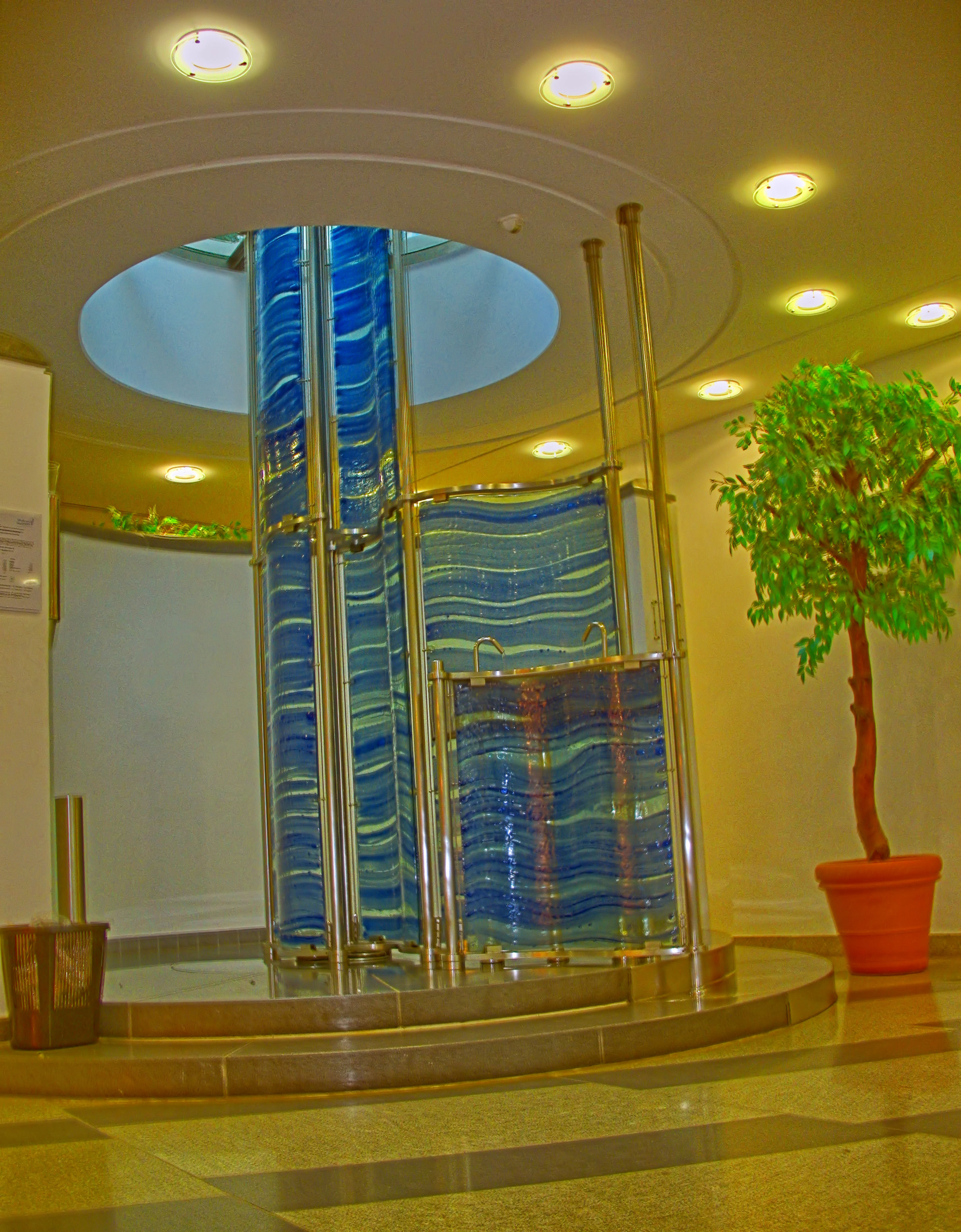
Trinkbrunnen im Untergeschoss